# 도도 헤이스케
도도 헤이스케(일본어: 藤堂平助, 1844년 ~ 1867년 12월 13일)는 일본 신센구미의 대원, 고료에지 대원이다. 헤이스케는 통칭으로, 휘는 요시토라(宜虎)이다.
무사시국 에도 출신으로, 당대의 풍문서와 나가쿠라 신파치의 동지연명기에는 쓰번의 번주 도도 다카유키의 사생아라는 설이 있으나 확실하지 않다. 또는 쓰 번의 지번인 히사이 번의 가로 도도 하치자의 아들이라고도 하며, '헤이스케'라는 통칭은 도도씨의 공신의 이름을 이어받았다고도 전한다. 헤이스케의 출신에 관한 이러한 이야기는 그가 패용하던 가즈사노스케 가네시게(上総介兼重)라는 이름이 새겨진 장도(長刀)가 쓰 번의 전속 칼 장인이었기 때문에 생겨난 것으로 여겨진다. 다만, 가즈사노스케 가네시게의 칼은 비교적 고가로, 일개 낭인이 쉽게 손에 넣을 법한 칼이 아니므로, 헤이스케가 진짜 토도 가문의 일족일 가능성이 높다고 보기도 한다.
북진일도류 계통이었다고 하며, 지바 도장(千葉道場) 현무관(玄武館)의 문하생이라고 하는데, 고료에지의 동료였던 가노 와시오의 증언에 의하면, 이토 가시타로가 운영하는 이토 도장에 머물던 제자였다고 한다. 어쨌든 헤이스케는 어떠한 이유로 인하여 검술 면허를 얻기 전에 도장에 나오지 않게 되었다.
이후 헤이스케는 곤도 이사미가 운영하는 도장 시위관에 가입하였다. 그는 시위관 시절부터 콘도 등과 함께한 신센구미 결성 초기 동지가 되었다. 그에 대해서는 작은 체격에 미남자였다는 기록이 전하며, 오키타 소지, 나가쿠라 신파치 등과 함께 콘도 4천왕으로 불렸다. 상하관계가 엄격한 북진일도류 도장에서 검술을 익혔기 때문에 의식예절을 몸에 익혔을 것으로 여겨지며, 그 때문인지 신센구미 내에서는 접객 대면과 사무 처리를 주로 담당하였다. 신센구미 내에서는 사키가케 선생(魁先生)으로도 알려졌다.
이케다야 사건에서는 곤도 부대에 소속되었는데, 헤이스케는 처음에 이케다야로 진입해 들어간 4명의 대원 중 한 명이었다. 그는 칼이 너덜너덜해질 정도로 격렬한 싸움을 벌이며 지사들을 진압하였으나, 잠시 이마 보호장구를 벗고 있던 차에 적에게 이마를 베여 부상을 입었다. 사건이 있은 뒤, 헤이스케는 막부로부터 금 20냥을 포상금으로 지급받았다.
겐지 원년(1864년) 11월, 신센구미가 에도에서 대규모 대원 모집을 하였는데, 헤이스케는 미리 에도로 내려가서, 9월 초순에 이토 가시타로에게 입대를 권유하여 이토를 대원으로 맞이하였다. 게이오 원년(1865년) 2월, 북진일도류 동문이자 시위관 시절부터 동료였던 야마나미 게이스케가 신센구미로부터 탈주하였다가 붙잡혀 할복을 하는 사건이 발생했다. 이 일이 연관이 있었는지는 알 수 없으나, 게이오 3년(1867년) 3월, 헤이스케는 이토 가시타로와 함께 신센구미를 이탈하여 고료에지를 결성한다. 다만, 헤이스케는 고료에지에 참가하면서 이름을 난부 야시치로(南部弥七郎, 또는 야하치로(弥八郎)라고도 함)로 바꾸고, 대외 유세 등에도 거의 참여하지 않았다.
게이오 3년 11월 18일, 아부라코지 사건 때 고료에지 대원들을 습격한 신센구미에 의해 살해되었다. 당시 나가쿠라 신파치의 증언에 의하면, 곤도 이사미가 "도도만은 살려두고 싶다"고 말하였기 때문에, 나가쿠라가 헤이스케가 빠져나갈 길목을 열어두었으나, 그 사정을 알지 못한 대원 미우라 쓰네사부로가 헤이스케를 베었다고 한다. 시모자와 간의 『신센구미 시말기(新選組始末記)』에서는, 헤이스케가 나가쿠라의 뜻을 알면서도, '사키가케 선생'으로서의 자존심과 고료에지 동료들을 버려두고 갈 수 없다는 생각 때문에, 끝까지 신센구미 대원들과 맞서 싸우다가 결국 살해되었다고 적고 있다. 사건 후의 검시 결과에 따르면 이마에서 코까지 길이 21cm, 깊이 6cm의 상처를 입었고, 거의 즉사한 상태였다고 한다. 헤이스케의 시신은 그보다 앞서 살해된 이토 가시타로의 시신과 함께 덫으로 이용되어, 고료에지의 남은 동지들을 끌어들이기 위해 이틀 정도 방치되었다. 헤이스케는 이후 같은 날 죽은 고료에지 동료인 이토 가시타로, 모나이 겐모쓰, 핫토리 다케오와 함께 게이코지(戒光寺) 경내에 매장되었다. 묘비에는 그의 향년이 24세로 되어 있다.